# Andrade Gutierrez
Andrade Gutiérrez es una empresa multinacional brasileña fundada el 2 de septiembre de 1948 en Belo Horizonte, Minas Gerais, por las familias Andrade y Gutiérrez. Ricardo Sena es el presidente del grupo.
La empresa empezó como una pequeña constructora en Minas Gerais. Es la segunda mayor compañía de construcción en Brasil y una de las mayores en América Latina, con presencia en más de 44 países y más de R$ 8 billones de ventas netas. 

## Historia
Andrade Gutiérrez es un grupo de infraestructura empresarial brasileña, fundado el 2 de septiembre de 1948 en Belo Horizonte, Minas Gerais, por tres ingenieros, los hermanos Gabriel y Roberto Andrade y su amigo Flavio Gutiérrez.
Nació como una pequeña constructora, la cual originó al Grupo AG. En los años 50, la compañía construyó su primera obra interestatal, la carretera entre Río de Janeiro y Belo Horizonte. También participó en la construcción de la Autopista Castelo Branco, en el estado de São Paulo, que se convirtió en una referencia en ingeniería de carreteras.
A fines de los años 50, la constructora aprovecha de los planes de modernización del Presidente Juscelino Kubitschek, ampliando su presencia en diferentes estados brasileños. 3 En 1960, el Grupo construyó la carretera Manaus-Porto Velho, con 850 km de extensión.
En los años 70, Andrade Gutiérrez construyó la planta Hidroeléctrica de Itaipú, una de las centrales hidroeléctricas más grandes del mundo.
En los años 80, la "década perdida para la economía brasileña", Andrade Gutiérrez logró expandir sus operaciones en Brasil y en el mercado internacional, especialmente en América Latina, África y Europa.
En África, el Grupo AG construyó su primera carretera internacional, en 1987, con 120 kilómetros uniendo Epena-Impfondo-Dongue, en el Congo. En el continente, el Grupo AG mantiene sus principales focos en Mozambique, Angola, Nigeria, Ghana, Guinea Ecuatorial, Congo y Argelia.
En América Latina, su primer trabajo fue el tramo de 150 kilómetros de la carretera de Chimoré-Yapacaní, en Bolivia, para el Servicio Nacional de Caminos. Como resultado, se realizaron obras en América Central, como el aeropuerto internacional de Nasáu, en Bahamas. Hoy en día, la AG tiene Colombia, Perú y Venezuela como prioridad en la región.
En 1987, el AG compró la empresa portuguesa Zagope. Por medio de la Zagope y consorcios con empresas francesas, españolas e inglesas, el AG ha construido carreteras, túneles, puentes y viaductos en Portugal y Mauritania. La empresa constructora también fue responsable por la expansión del Metro de Lisboa, un trabajo iniciado en 1992. Hoy, una de las más importantes empresas de Portugal es la Zagope.
En Brasil, en los mismos años 80, obras significativas fueron emprendidas, como el Aeropuerto de Confins, en Minas Gerais, el túnel de Lagoinha, en Belo Horizonte, la canalización del Ribeirão Arrudas y la construcción del Ferrocarril de Carajás, que tiene 892 km, conectando los Estados de Maranhão y Pará.
En los años 90, la empresa empezó a diversificar sus negocios y entró en las áreas de telecomunicaciones y concesiones públicas.
En el sector de construcción, el AG ha ampliado su ámbito de actividad y hoy lleva a cabo proyectos en diversos tramos de operación: hidroeléctricas, centrales termoeléctricas, plantas de energía nuclear, petroquímica, minería, siderurgia, refinerías, puertos, saneamiento y urbanización, aeropuertos, ferrocarriles y construcción civil. En Brasil, la unidad de negocio Industrial logró la refinería Duque de Caxias (Reduc) en una asociación con Petrobras.
Fue la primera experiencia de AG Concesiones con CCR (Companhia de Concessões Rodoviárias), que es hoy en día la mayor controladora de autopistas bajo concesión de América Latina.
El AG inició sus actividades en el área de las telecomunicaciones a través de la creación de Telecom AG, en 1993. En 1998, la compañía ganó la licitación de privatización del Sistema Telebrás y operación integrada de Telemar. Luego, vino la Contax, una de las tres compañías más grandes de centros de contacto en el mundo.
El grupo brasileño se instaló en Argentina en 1996, donde mantiene emprendimientos de infraestructura.
Hoy en día, proyectos de minería, puertos, terminales logísticas, las carreteras y plantas industriales son el foco de la división global de la empresa.

## Estructura Corporativa
La empresa es compuesta por el Consejo Administrativo formado por los principales ejecutivos de la compañía. Luego, están 5 comités de mercado que auxilian al grupo en la tomada de decisiones estratégicas.
Encima de la gobernanza está el Consejo de Accionistas que es formado por las familias Andrade e Gutiérrez.
El capital social de la compañía es dividido en tres partes iguales de las familias Andrade y Gutiérrez, cada familia tiene una empresa conectada al grupo.

## Sectores de Actuación

### Ingeniería y Construcción
En el segmento de ingeniería AG opera en la construcción de hidroeléctricas, centrales termoeléctricas, plantas de energía nuclear, petroquímica, minería, acerías, refinerías, puertos, saneamiento y urbanización, subterráneos, aeropuertos, ferrocarriles y construcción civil.
Actualmente, en Brasil, Andrade Gutiérrez participa en el proyecto más grande en la historia de Vale, la construcción de la mina de la Serra do Sul, Pará.
Vale y AG han firmado tres contratos por un total de R$ 2.3 billones, para el megaproyecto S11D, en Carajás (PA). Los tres contratos implican la construcción de dos extensiones de riel de 50 kilómetros y una planta de procesamiento capaz de procesar 90 millones de toneladas de mineral de hierro al año.
El S11D es el proyecto más grande de la historia de Vale.
En América Latina, los principales mercados de actuación de la Constructora Andrade Gutiérrez son Colombia, Perú y Venezuela.
En Venezuela, AG tiene tres proyectos. El primero es la construcción de la Siderúrgica Nacional José Inacio Abreu e Lima, en Ciudad Piar, estado Bolívar. En 2008 se firmó el contrato con el Ministerio de industrias. La capacidad de producción de la acería será de 1.5 millones de toneladas de acero líquido al año. El segundo proyecto también fue firmado en 2008, es la construcción del astillero, AstiAlba, en la península de Araya, Estado Sucre, emprendimiento cuyo objetivo es facilitar la autonomía de PDVSA (Petróleos de Venezuela S.A.) en la fabricación y mantenimiento de los navíos petroleros. El tercer proyecto es la fase II de la termoeléctrica de Cumaná, también en Sucre, cuyo contrato fue firmado en 2012. La planta tendrá una capacidad instalada de 760 MW, lo que contribuirá a la generación de electricidad a la región oriental del país.
En 1988 el grupo de Andrade Gutiérrez adquirió la Zagope, constructora portuguesa especializada en obras públicas.
Con sede en Lisboa, Zagope es responsable por las actividades de AG en Europa, Asia, África y Medio Oriente, la facturación de la Zagope pasó de los € 160 millones en 2004 a € 506 millones en 2011.
Con un aproximado de 8,000 empleados, Zagope es el mayor exportador y empleador en el sector de la construcción en Portugal, 3.º en el ranking de las mayores empresas de construcción y cuarta empresa más grande de Portugal.
Con más de 5,000 colaboradores, al final del 2014,  Zagope comenzó a llamarse Andrade Gutiérrez, Europa, África, Asia. La mudanza tuvo como objetivo reforzar el posicionamiento del grupo global y también unificar en los mercados europeos, africano y asiático.
La empresa tiene presencia en más de 12 países y fue responsable por la obra de ampliación del Aeropuerto de Funchal, en la Isla Madera.
En Argelia, la AG Europa, África, Asia es responsable por el Viaducto Transrhumel, en la ciudad de Constantino, considerada una de las mayores obras de transporte del país. En Angola, AG EAA actúa en obras de infraestructura de las provincias de Huíla, Cubango y Luanda.

### AG Concesiones
AG Concesiones es un subholding del Grupo Andrade Gutiérrez, creada en 1999, fruto de la experiencia del grupo que ya trabajaba en las concesiones de servicios públicos desde el comienzo de los años 90. Enfocada en el mercado de concesiones de servicios públicos de infraestructura, con operaciones en Brasil y en el extranjero, sus actividades involucran la gestión de las empresas existentes y el desarrollo de nuevas oportunidades de negocio.
Hoy en día, la división opera en los sectores de transporte y logística, a través de CCR; energía, con Cemig y Santo Antonio Energía; saneamiento, por medio de Sanepar; telecomunicaciones, a través de Hi y Contax; salud, con Logimed y nuevo Metropolitano (Hospital Metropolitano do Barreiro), en Belo Horizonte, Estado de Minas Gerais; y arenas, a través de la Brio (responsable por la modernización del Estadio Beira-Rio). En 2012, AG Inversiones tuvo ingresos operacionales de R$ 5.1 billones a través de la AG Concesiones y R$ 7.2 billones a través de AG Telecomunicaciones.
AG Concesiones participa en la administración de importantes carreteras brasileñas, como Rodovia Presidente Dutra, Rodovia Anhanguera, Rodovia Castello Branco y otros.

### AG privado
En 2012, el Grupo Andrade Gutiérrez hizo una reestructuración interna y creó el AG Privado E&C, una división dedicada a cuidar los contratos de prestación de servicios al sector privado. En el mismo año, los contratos rindieron ingresos de R$ 300 millones. En 2013, el AG Privado E&C alcanzó ingresos de R$ 2.3 billones al firmar el contrato con Vale acerca el S11D, en Carajás.
El Presidente de la división es el ejecutivo Ricardo Sá.
AG Privado se centra principalmente en las multinacionales, pero también tiene interés en proyectos de minería, puertos, terminales logísticas, carreteras y plantas industriales.

### Generación de Energía
El Consorcio Santo Antonio Energía representa la entrada del Grupo Andrade Gutiérrez en la generación y suministro de energía. El consorcio es responsable por la construcción y la futura operación de la central hidroeléctrica de Santo Antonio, ubicado en el río Madeira, en Rondonia. La empresa estará encargada, también, de la comercialización de la energía que será generada allí.
La Hidroeléctrica Santo Antonio es una de las obras del Programa de Aceleración del Crecimiento (PAC), del gobierno federal y es formada por 50 turbinas generadoras, con capacidad total de 3.568 MW de generación de energía.
En el 2014,  Cemig GT aumento al 10% de su participación en Santo Antonio Energía después de adquirir 83% del capital total el 49% de las acciones de SAAG Investimentos, administrada por Andrade Gutiérrez Participações. La estructura operacional fue por medio de fondos de inversión en participaciones, como el FIP Melbourne, del cual a Cemig GT, en conjunto a los fondos de pensión, e investidura. El valor de la adquisición fue de R$ 835 millones. La participación de Cemig en Santo Antonio Energía pasó a ser de 18.05% (directa e indirecta, sumadas).
En el 2010, Andrade Gutiérrez se convirtió en propietario del 33% de Cemig, empresa del Estado de Minas Gerais para la energía, presidida por Djalma Bastos de Morais. El AGC Energía, una subsidiaria de AG, asumió la deuda, de Southern Electric Brasil (SEB), propietaria de los papeles, junto al Banco Nacional de Desarrollo Económico Social, de un monto de R$ 2.1 billones. De este total, R$ 500 millones serán pagados en efectivo. El acuerdo fue aprobado por el Tribunal Federal de Río de Janeiro y terminó en un litigio legal iniciado hacen seis años.

### Telecomunicaciones
En 1993, el AG creó AG Telecom, y en julio de 1998, la compañía adquirió, a través del consorcio Telemar, en el cual era el líder, la Tele Norte Leste, concesión de telefonía fija en 16 Estados brasileños, reconocida nacionalmente por la marca Oi.
En 2008, Oi adquirió Brasil Telecom. En esa ocasión, el Grupo AG amplió su participación en el capital de control corporativo de Telemar Participações y de Contax Participações. La cartera de negocios cubre Oi, Oi Internet, Way Brasil (operador regional de TV paga) y Contax.
Oi y Portugal Telecom, uno de los principales accionistas del operador brasileño, firmaron un acuerdo para la fusión de sus operaciones, lo que prevé un aumento de capital de al menos R$ 7 billones en Oi. La operación creará CorpCo, una empresa multinacional con más de 100 millones de clientes y le permitirá alcanzar sinergias de aproximadamente R$ 5.5 billones.
CorpCo tendrá acciones inscritas en el segmento de Novo Mercado de BM&F Bovespa, en el New York Stock Exchange y en NYSE Euronext Lisboa.

### Saneamiento Básico
AG Concesiones empezó en el ramo de saneamiento básico por medio de Dominó Holdings. Ingresó como accionista de la Compañía de Saneamiento de Paraná (Sanepar) y, posteriormente, en la Water Port, que actúa en el sistema de agua y alcantarilla del Puerto de Santos.
En abril del 2014,  AG cerró su contrato con Water Port y con la Compañía de Docas del Estado de São Paulo (Codesp).

## Actuación Internacional
El grupo de Andrade Gutiérrez inicia su servicio internacional en los años 80, especialmente en América Latina, África y Europa.
En el extranjero, el AG ha estrellado en proyectos como el nuevo aeropuerto internacional de Quito, en Ecuador, las carreteras Interoceánicas Sur y Norte, en Perú y la presa baluarte en la cárcel de México. En Europa, cruzar el Tajo y el túnel de un Dorado-Ourense, España. Ya en África, eran la presa Boussiaba, la autopista entre Luanda y Viana y el aeropuerto de Mengomeyén, Guinea Ecuatorial.

### Países en los que opera hoy
Alemania, Angola, Antigua, Argelia, Argentina, Brasil, Camerún, Colombia, Congo, Emiratos Árabes, Estados Unidos, Gana, Guinea-Conakri, Guinea Ecuatorial, India, Líbano, Libia, Mali, México, Mozambique, Nigeria, Panamá, Perú, Portugal, República Dominicana, y Venezuela. 

### Países en los que operó
Arabia Saudita, Azerbaiyán, Bahamas, Bolivia, Catar, Chile, China, Colombia,Costa Rica, Ecuador, España, Grecia, Haití, Irán, Irak, Mauritania, Paraguay, Rusia, Santa Lucia y Ucrania. 

#### Principales obras
- Interoceánica Sur – Perú
- Proyecto Siderúrgica Nacional José Ignacio Abreu – Venezuela(41.35% avance de la obra)[43]
- Rio Colorado Potash Project - Argentina

## Generación de Empleos
El Grupo Andrade Gutiérrez genera 207,289 empleos directos. Del total, 61,064 son contratados en las unidades de negocios del grupo. Otros 146,225 son empleados de filiales de la AGSA. Son 1.798 pasantes y becarios. Además, el grupo genera 178,167 empleos para terceros.
El programa de Trainee de Andrade Gutiérrez invierte en el potencial de los jóvenes y en la capacidad de crecimiento profesional. Es una de las empresas que recibe más inscripciones en todo Brasil. Son alrededor de 35 mil inscripciones para 30 cupos, lo que lo hace más concurrido a que el examen de admisión al curso de medicina de la USP.

### Programa Trainee
El proceso de selección incluye exámenes en línea de inglés, lógica y conocimiento general, los interesados que estén aprobados para la segunda fase deben hacer evaluaciones personalmente, como en dinámicas de grupo y entrevistas individuales con los accionistas o directores de la empresa.
Los requisitos para el proceso de Trainee son el inglés avanzado y la disponibilidad para trabajar en otras ciudades de Brasil o en el extranjero.
El programa de Trainee dura 18 meses y los recién graduados trabajan en todos los sectores de la empresa, aparte de viajar para conocer las operaciones del grupo en el extranjero.
Los programas de Trainee y pasantía de Andrade Gutiérrez capacitan a los jóvenes talentosos y ofrecen capacitación, formación y la oportunidad de ingresar en la cultura de la empresa, además de participar en la toma de decisiones del sector en que actuarán.
El programa Trainee internacional ofrece rotación del trabajo en diferentes sectores de gestión, comercial y operación de negocios como la Holding AGSA, AG Inversiones, Ingeniería, Construcción y Desarrollo de Nuevos Negocios, capacitación y formación multidisciplinaria en la gestión empresarial, socio ambiental, técnica y personal.
El programa recibe entrenamiento y tutorial ejercido por el alto liderazgo de Andrade Gutiérrez, centrado en el desarrollo e integración de jóvenes profesionales en la cultura de la empresa.
Estudiantes o graduados no necesitan tener una formación específica, la empresa siempre busca profesionales de negocios con interés en sectores estratégicos.

## Grandes obras en Brasil
- Reforma del Estádio Gigante da Beira-Rio (RS)
- Maracaná (RJ) - Reforma
- Reconstrucción del estadio Mané Garrincha (DF)
- Arena da Amazonia (AM)
- Central Hidroeléctrica Santo Antônio (RO)
- La refinería de Planalto Paulista (SP)
- Urbanización del Complejo de Manguinhos (RJ)
- Gasoducto Coari-Manaus (AM)
- Central hidroeléctrica Simplicio (RJ)
- Refinería Gabriel Passos (MG)
- Anillo Viario Mario Covas (SP)
- Ciudad Administrativa Presidente Tancredo Neves (MG)
- Terminal de Contenedores del Puerto de Santos (SP)
- Ferrocarril Norte-Sur (GO) (TO)
- Hidroelétrica de Balbina (AM)
- Hidroeléctrica de Itaipú (PR)
- Represa de Castanhão (CE)
- Compañía Siderúrgica de Tubarão - Horno 3 (ES)
- Refinería Duque de Caxias Unidad de HDT (RJ)
- Refinería Alberto Pasqualini (RS)
- Complejo de Carajás -Planta de explotación minera de hierro (PA)
- Metro de Salvador (BA)
- Metro de Brasilia (DF)
- Ferrocarril do Aço (MG)
- Metro de Belo Horizonte (MG)
- Ferrocarril Carajás (PA)
- Metro de São Paulo (SP)
- Puerto de Pecém (CE)
- Puerto de Río Grande (RS)
- Carretera BR-319 (AM-RR)
- Carretera Presidente Dutra (RJ)
- Carretera Dom Pedro I (SP)
- Carretera Ayrton Senna (SP)
- Carretera dos Bandeirantes (SP)
- Carretera Marechal Rondon (SP)
- Planta de Energía Nuclear Angra III (RJ)
- Línea de Transmisión Oriximiná-Manaus (PA-MA)
- Hidroelétrica de Belo Monte - (PA)
- TransCarioca (RJ)
- Parque Olímpico (RJ)

## Cuantitativos Generales
- Metros – 45 proyectos
- Ferrocarril – 26 proyectos
- Aeropuertos – 30 proyectos
- Edificaciones – 88 proyectos
- Saneamiento – 160 proyectos
- Irrigação – 26 proyectos
- Minería y Acería – 15 proyectos
- Hidroeléctricas – 41 proyectos
- Termoeléctricas – 12 proyectos
- Carreteras, Puentes y Viaductos – 433 proyectos
- Refinarías – 20 proyectos
- Puertos – 48 proyectos
- Estadios – 4 proyectos
- Gasoductos – 13 proyectos
- Construcción de Astilleros / Navío – 1 proyectos
- Usinas Nucleares – 3 proyectos
- Perforación y Terminación de Posos de Petróleo – Sondas terrestres: 62,82 km // Sondas marítimas/ríos: 205,69Km